# Andreas Hajek
Pour les articles homonymes, voir Hájek.
Andreas Hajek est un rameur allemand né le 16 avril 1968 à Weißenfels. 

## Biographie
Andreas Hajek a participé à l'épreuve de quatre de couple lors de trois Jeux olympiques d'été :
Avec Michael Steinbach, Stephan Volkert et André Willms aux Jeux olympiques d'été de 1992 à Barcelone, et avec André Steiner, Stephan Volkert et André Willms aux Jeux olympiques d'été de 1996 à Atlanta, il est sacré champion olympique.
Présent dans l'équipe où figurent Marco Geisler, Stephan Volkert et André Willms, aux Jeux olympiques d'été de 2000 à Sydney, il remporte la médaille de bronze.